# Hans Hummelhielm
Hans Hummelhielm (före adlandet Hans Hummel), född 3 februari 1694 i Harplinge socken, Halmstads kommun, död 23 november 1772 i Adelövs socken, Tranås kommun, var en svensk ämbetsman. Han var far till David Fredrik och Vilhelm Rudolf Hummelhjelm.

## Biografi
Hummelhielm blev auskultant 1714, landssekreterare i Halmstad 1716, assessor vid Göta hovrätt 1735 och revisionssekreterare 1747. Han blev adlad 1743 och ätten introducerades 1746. Hummelheim fick nordstjärneorden 1751. Samma år föreslogs han av riksens ständer till riksråd, men undanbad sig.
Hummelhielm var landshövding i Hallands län mellan 29 mars 1750 och 7 september 1761. Han beslutade bland annat om byggandet av Tullbron i Falkenberg.

### Fotnoter
1. ↑  Leo van de Pas, Genealogics, 2003.[källa från Wikidata]
2. 1 2  Hans Hummelhjelm i Sven Petter Bexell, Hallands historia och beskrivning
3. ↑  Skantze, Anna, Rex, Fredrich August och Lundahl, Ernst (1971). Tullbron i Falkenberg - Dess byggnad och historia från 1753 till vår tid